# Hermathena
Hermathena is een geslacht van vlinders uit de familie van de prachtvlinders (Riodinidae), onderfamilie Riodininae.
Hermathena werd in 1874 voor het eerst wetenschappelijk beschreven door Hewitson.

## Soorten
Hermathena omvat de volgende soorten:
- Hermathena candidata Hewitson, 1874
- Hermathena eburna Hall, J & Harvey, 2005
- Hermathena oweni Schaus, 1913